# TRIB2
TRIB2 (англ. Tribbles pseudokinase 2) – білок, який кодується однойменним геном, розташованим у людей на короткому плечі 2-ї хромосоми.  Довжина поліпептидного ланцюга білка становить 343 амінокислот, а молекулярна маса — 38 801.
| 10         |  | 20         |  | 30         |  | 40         |  | 50         |
| ---------- |  | ---------- |  | ---------- |  | ---------- |  | ---------- |
| MNIHRSTPIT |  | IARYGRSRNK |  | TQDFEELSSI |  | RSAEPSQSFS |  | PNLGSPSPPE |
| TPNLSHCVSC |  | IGKYLLLEPL |  | EGDHVFRAVH |  | LHSGEELVCK |  | VFDISCYQES |
| LAPCFCLSAH |  | SNINQITEII |  | LGETKAYVFF |  | ERSYGDMHSF |  | VRTCKKLREE |
| EAARLFYQIA |  | SAVAHCHDGG |  | LVLRDLKLRK |  | FIFKDEERTR |  | VKLESLEDAY |
| ILRGDDDSLS |  | DKHGCPAYVS |  | PEILNTSGSY |  | SGKAADVWSL |  | GVMLYTMLVG |
| RYPFHDIEPS |  | SLFSKIRRGQ |  | FNIPETLSPK |  | AKCLIRSILR |  | REPSERLTSQ |
| EILDHPWFST |  | DFSVSNSAYG |  | AKEVSDQLVP |  | DVNMEENLDP |  | FFN        |

A: Аланін

C: Цистеїн

D: Аспарагінова кислота

E: Глутамінова кислота

F: Фенілаланін

G: Гліцин

H: Гістидин

I: Ізолейцин

K: Лізин

L: Лейцин

M: Метіонін

N: Аспарагін

P: Пролін

Q: Глутамін

R: Аргінін

S: Серин

T: Треонін

V: Валін

W: Триптофан

Задіяний у такому біологічному процесі як поліморфізм. 
Локалізований у цитоплазмі, цитоскелеті.